# 리처드 앨퍼트 (로스트)
리카도 리처드 앨퍼트 (Ricardo "Richard" Alpert)는 미국의 방송사 ABC에서 방영한 텔레비전 드라마 시리즈 로스트의 등장인물 중 하나로 네스터 카보넬이 연기를 맡았다. 앨퍼트는 극 중 줄리엣 버크 (엘리자베스 미셸)의 플래시백 장면에서 생물학 회사 미텔로스 바이오사이언스의 의사로 소개되었으나 후에 섬의 원주민 집단 아더스의 리더 격 인물인 것으로 밝혀진다.